# Cnemaspis scalpensis
Cnemaspis scalpensis là một loài thằn lằn trong họ Gekkonidae. Loài này được Ferguson mô tả khoa học đầu tiên năm 1877.